# 樹林頭 (嘉義縣)
樹林頭，是臺灣嘉義縣布袋鎮的一個傳統地域名稱，位於該鎮東北部。相較於今日行政區，其範圍大致包括樹林里北大半部、貴舍里南部邊界地帶中段。

## 歷史
台灣日治初期，樹林頭地區為一街庄（舊制街庄），稱為「樹林頭庄」，隸屬於白鬚公潭堡。該庄昔日北與貴舍庄、龜仔港庄、鴨母藔庄為鄰，東與南勢竹庄為鄰，南邊為溪墘庄，西邊為過溝庄。
1901年（日治明治三十四年）11月11日，全台設置二十廳，該庄隸屬於鹽水港廳。1904年（明治三十七年）4月1日，該庄編入「南勢竹區」，隸屬於鹽水港廳。1909年（明治四十二年）10月25日，全台整併二十廳為十二廳，該區、庄改隸屬於嘉義廳。1910年（明治四十三年）1月18日，各區管轄區域調整，該庄仍隸屬於嘉義廳的「南勢竹區」。1920年（大正九年）10月1日，全台廢十二廳改設五州二廳，該庄改制為「樹林頭」大字，隸屬於臺南州東石郡布袋庄（新制街庄）。
戰後布袋庄改制為布袋鄉，隸屬於臺南縣，大字亦改制為村。1948年（民國37年）10月18日，布袋鄉升格為布袋鎮，村亦改制為里。1950年（民國39年）10月25日，雲、嘉、南分治，布袋鎮改隸屬於嘉義縣。

## 聚落
本地區發展較早的聚落有樹林頭、蕃仔溝、下庄仔、後港等，在日治期初期的官方地圖上已有記載。

## 交通
縣道161號是𧃽菜埔至新岑的道路，經過本地區樹林頭聚落。由該道路北行可前往朴子市𧃽菜埔，並止於縣道157號、縣道168號共線路口；南行可前往布袋鎮東南部，並止於新岑南郊的省道台17線路口。
縣道170號是網寮至竹子腳的道路，經過本地區樹林頭、下庄仔等聚落。由該道路西行可前往東石鄉掌潭地區的網寮聚落；東行可前往朴子市南部、鹿草鄉西南部，並止於竹子腳地區東勢尾聚落旁的縣道163號路口。
鄉道嘉13線是半月至貴舍的道路，其南側端點（終點）位於本地區西北部邊界地帶的縣道170號路口。
鄉道嘉15線是下保士至貴舍的道路，經過本地區西北角。
鄉道嘉18線是白水湖至樹林頭的道路，其東側端點（終點）位於本地區樹林頭聚落的縣道161號路口。
鄉道嘉18-1線是金京林至考試潭的道路，其東側端點（終點）位於本地區西南端的縣道161號路口。

## 學校
- 貴林國小